# エドガー・レンテリア
エドガル・エンリケ・レンテリア・エラソ（Edgar Enrique Rentería Herazo, 1975年8月7日 - ）は、コロンビア・アトランティコ県バランキージャ出身の元プロ野球選手（遊撃手）。右投右打。

## 略歴

### マーリンズ時代
1992年にフロリダ・マーリンズへ入団した。
1996年5月10日メジャーデビューを果たし、コロンビア人として史上4人目のメジャーリーガーとなった。6月までの打率は.248だったが、7月のオールスターゲーム以降は打率.334を記録し、7月25日から8月16日にかけて球団記録を更新する22試合連続安打を記録した。また、新人選手としては1989年の30試合連続安打を記録したジェローム・ウォルトン以来の長さだった。新人王の投票ではトッド・ホランズワースに次ぐ2位に終わった。
1997年、154試合に出場し、リーグ2位の143単打、リーグ1位の19個の犠牲バントを記録し、守備では遊撃手としてリーグ1位の242刺殺を記録した。この年のプレーオフ初戦となるジャイアンツ戦では、1-1で迎えた9回裏2死満塁の場面で、一二塁間を破るサヨナラヒットを打っている。この勢いそのままにチームはワールドシリーズに出場するが、レンテリア本人はコロンビア人として初めてのワールドシリーズに出場した選手となった。シリーズはインディアンスを相手に第7戦までもつれ込み、2－2で迎えた延長11回裏2死満塁の場面でチャールズ・ナギーからセンター前に優勝を決めるサヨナラヒットを打った。このようにポストシーズン初戦と最終戦でサヨナラヒットを放っており、勝負強さを印象づける事となった。ちなみに、1997年はレギュラーシーズンでも4本のサヨナラヒットを放っている。
1998年7月7日、コロンビア人として初めてオールスターゲームに出場した。この年リーグ4位の41盗塁を記録したが、リーグ最多の22盗塁死した。

### カージナルス時代
1998年12月14日にブレイデン・ルーパー、パブロ・オズーナとのトレードで、セントルイス・カージナルスへ移籍した。

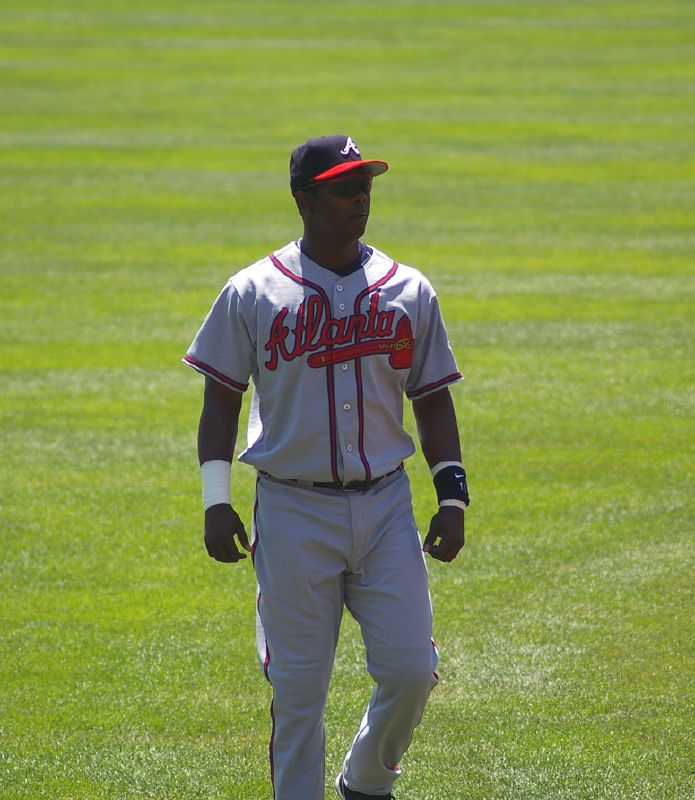
ブレーブス時代（2007年）

1999年は、154試合に出場し、打率.275、自己最多となる11本塁打、63打点を記録した。
2000年には16本塁打、76打点と自己最多を更新し、シルバースラッガー賞を初めて受賞した。
2001年、打率.260自己ワーストとなったが、2002年、遊撃手としてリーグ1位の打率.305、83打点を記録し、2回目のシルバースラッガー賞を受賞し、初めてゴールドグラブ賞を受賞した。MVPの投票では20位に入った。
2003年は、リーグ4位の打率.330を記録し、194安打、47二塁打、100打点は遊撃手としての球団記録となった。また、球団史上初めてとなる2年連続でシルバースラッガー賞とゴールドグラブ賞を受賞した。
2004年には2度目のワールドシリーズ出場を果たすが、レッドソックスに4連敗を喫してしまう。しかも第4戦の最後のバッターとなった（投ゴロ）。ワールドシリーズで2回も最後のバッターになったのは史上3人目だった。

### レッドソックス時代
2004年オフに、フリーエージェントでボストン・レッドソックスへ4年総額4,000万ドルで移籍した。
レッドソックスでは攻守に精彩を欠き、30失策と2005年のMLB全体で最も多く、8年ぶりに三振数が100を上回り、7年ぶりの1桁本塁打と不振に終わった。

### ブレーブス時代
2005年オフにアンディ・マルテとの交換トレードという半ば放出の形でラファエル・ファーカルの後釜としてアトランタ・ブレーブスへ移籍した。

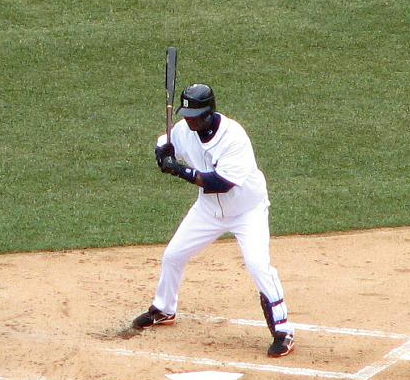
タイガース時代（2008年）

2006年は4月16日から4月27日にかけて左肋骨を痛め欠場したが、開幕から5月9日にかけて23試合連続安打を記録した。開幕からの記録ではフェリペ・アルーの16試合連続の球団記録を更新し、1976年にロン・ルフロアが記録した30試合連続に次ぐメジャー歴代2位になった。また、前年の最終戦で安打を記録しており、2年越しの24試合連続安打は自己最長記録となった。オールスターゲームに2年ぶりに選出され、守備では失策を13まで減らした。
2007年は右足首の捻挫によって2回故障者リスト入りし、その間に30試合を欠場し、出場試合数はデビュー年以来の少なさとなったが、8月以外の月は全て3割以上の打率を記録し、自己最高の打率.332（リーグ4位）を記録した。

### タイガース時代
2007年10月28日にジェイアー・ジャージェンス投手とゴーキース・ヘルナンデス外野手プラス金銭とのトレードでデトロイト・タイガースへ移籍した。
2008年は、遊撃手のカルロス・ギーエンが一塁に転向され、レンテリアが遊撃を守ることになった。しかし開幕から打撃不振に陥り、自慢の守備でも緩慢な動きを見せ、1000万ドルのオプションを破棄されFAとなった。

### ジャイアンツ時代
2008年12月4日、正遊撃手のオマー・ビスケルが退団したサンフランシスコ・ジャイアンツと2年総額1,850万ドルで契約した。
2009年はかつてない不振に陥り、デビュー以来最低の成績に終わった。
2010年は序盤こそ打撃好調だったが、相次ぐ故障で72試合の出場に終わり、9月には今季限りでの引退を考えていることを明かした。ポストシーズンには遊撃のレギュラーとして出場。テキサス・レンジャーズとのワールドシリーズでは、第5戦にクリフ・リーから決勝の3ランホームランを放つなど、打率.412の活躍でジャイアンツの56年ぶり世界一に貢献し、ワールドシリーズMVPに選ばれた。異なる2度以上のワールドシリーズ優勝決定試合で決勝打を放った選手は、これまでにルー・ゲーリッグ、ジョー・ディマジオ、ヨギ・ベラの3人しかおらず、レンテリアが史上4人目となった。

### レッズ時代
2011年は、シンシナティ・レッズでプレーした。オフに退団した。

### レッズ退団後と現役引退
2012年は、1年間どのチームでもプレーしなかった。
また11月には、第3回WBC予選のコロンビア代表に選出された。
2013年3月22日に、現役引退を表明した。

## 詳細情報

### 年度別打撃成績
| 年 度     | 球 団     | 試 合 | 打 席 | 打 数 | 得 点 | 安 打 | 二 塁 打 | 三 塁 打 | 本 塁 打 | 塁 打 | 打 点 | 盗 塁 | 盗 塁 死 | 犠 打 | 犠 飛 | 四 球 | 敬 遠 | 死 球 | 三 振 | 併 殺 打 | 打 率 | 出 塁 率 | 長 打 率 | O P S |
| --------- | --------- | ----- | ----- | ----- | ----- | ----- | -------- | -------- | -------- | ----- | ----- | ----- | -------- | ----- | ----- | ----- | ----- | ----- | ----- | -------- | ----- | -------- | -------- | ----- |
| 1996      | FLA       | 106   | 471   | 431   | 68    | 133   | 18       | 3        | 5        | 172   | 31    | 16    | 2        | 2     | 3     | 33    | 0     | 2     | 68    | 12       | .309  | .358     | .399     | .757  |
| 1997      | FLA       | 154   | 691   | 617   | 90    | 171   | 21       | 3        | 4        | 210   | 52    | 32    | 15       | 19    | 6     | 45    | 1     | 4     | 108   | 17       | .277  | .327     | .340     | .667  |
| 1998      | FLA       | 133   | 580   | 517   | 79    | 146   | 18       | 2        | 3        | 177   | 31    | 41    | 22       | 9     | 2     | 48    | 1     | 4     | 78    | 13       | .282  | .347     | .342     | .689  |
| 1999      | STL       | 154   | 653   | 585   | 92    | 161   | 36       | 2        | 11       | 234   | 63    | 37    | 8        | 6     | 7     | 53    | 0     | 2     | 82    | 16       | .275  | .334     | .400     | .734  |
| 2000      | STL       | 150   | 643   | 562   | 94    | 156   | 32       | 1        | 16       | 238   | 76    | 21    | 13       | 8     | 9     | 63    | 3     | 1     | 77    | 19       | .278  | .346     | .423     | .769  |
| 2001      | STL       | 141   | 549   | 493   | 54    | 128   | 19       | 3        | 10       | 183   | 57    | 17    | 4        | 8     | 6     | 39    | 4     | 3     | 73    | 15       | .260  | .314     | .371     | .685  |
| 2002      | STL       | 152   | 609   | 544   | 77    | 166   | 36       | 2        | 11       | 239   | 83    | 22    | 7        | 7     | 5     | 49    | 7     | 4     | 57    | 17       | .305  | .364     | .439     | .803  |
| 2003      | STL       | 157   | 663   | 587   | 96    | 194   | 47       | 1        | 13       | 282   | 100   | 34    | 7        | 3     | 7     | 65    | 12    | 1     | 54    | 21       | .330  | .394     | .480     | .874  |
| 2004      | STL       | 149   | 642   | 586   | 84    | 168   | 37       | 0        | 10       | 235   | 72    | 17    | 11       | 6     | 10    | 39    | 5     | 1     | 78    | 14       | .287  | .327     | .401     | .728  |
| 2005      | BOS       | 153   | 692   | 623   | 100   | 172   | 36       | 4        | 8        | 240   | 70    | 9     | 4        | 6     | 5     | 55    | 0     | 3     | 100   | 15       | .276  | .335     | .385     | .720  |
| 2006      | ATL       | 149   | 673   | 598   | 100   | 175   | 40       | 2        | 14       | 261   | 70    | 17    | 6        | 8     | 2     | 62    | 0     | 3     | 89    | 17       | .293  | .361     | .436     | .797  |
| 2007      | ATL       | 124   | 543   | 494   | 87    | 164   | 30       | 1        | 12       | 232   | 57    | 11    | 2        | 2     | 0     | 46    | 0     | 1     | 77    | 14       | .332  | .390     | .470     | .860  |
| 2008      | DET       | 138   | 547   | 503   | 69    | 136   | 22       | 2        | 10       | 192   | 55    | 6     | 3        | 2     | 5     | 37    | 1     | 0     | 64    | 19       | .270  | .317     | .382     | .699  |
| 2009      | SF        | 124   | 510   | 460   | 50    | 115   | 19       | 1        | 5        | 151   | 48    | 7     | 2        | 5     | 5     | 39    | 5     | 1     | 69    | 17       | .250  | .307     | .328     | .635  |
| 2010      | SF        | 72    | 267   | 243   | 26    | 67    | 11       | 2        | 3        | 91    | 22    | 3     | 0        | 2     | 1     | 21    | 3     | 0     | 43    | 8        | .276  | .332     | .374     | .707  |
| 2011      | CIN       | 96    | 333   | 299   | 34    | 75    | 14       | 0        | 5        | 104   | 36    | 4     | 2        | 6     | 3     | 24    | 0     | 1     | 65    | 7        | .251  | .306     | .348     | .654  |
| MLB：16年 | MLB：16年 | 2152  | 9066  | 8142  | 1200  | 2327  | 436      | 29       | 140      | 3241  | 923   | 294   | 108      | 99    | 76    | 718   | 42    | 31    | 1182  | 241      | .286  | .343     | .398     | .741  |

- 各年度の太字はリーグ最高

### 表彰
- シルバースラッガー賞 3回：2000年、2002年、2003年
- ゴールドグラブ賞 2回：2002年、2003年
- ワールドシリーズMVP 1回：2010年
- オールスターゲーム選出 5回：1998年、2000年、2003年、2004年、2006年

### 代表歴
- 2013 ワールド・ベースボール・クラシック・コロンビア代表